# Lacrouzette
Lacrouzette é uma comuna francesa na região administrativa da Occitânia, no departamento de Tarn. Estende-se por uma área de 28.77 km², e possui 1.639 habitantes, segundo o censo de 2018, com uma densidade de 57 hab/km².